# Cliff Lazarenko
Cliff Lazarenko (Liss, 16 maart 1952) is een Engelse darter met Poolse voorouders. Big Cliff maakte zijn debuut op een Indoor toernooi in 1970 en is daarna nooit meer van het podium verdwenen. 
Gedurende zijn lange carrière heeft hij, een reeks van single en double-titels,  onder meer tweemaal het British Open (1980 en 1984) en eenmaal de British Gold Cup (1981) en British Matchplay (1979) gewonnen.
Tegenwoordig speelt Lazerenko, die viermaal de halve finale bereikte op het BDO wereldkampioenschap darts, voornamelijk galawedstrijden en is hij mede daardoor vanaf 2000 weggezakt uit de top 32 van de PDC, de dartbond waarvoor hij sinds 1992 speelt.
Tijdens het UK Open van 2007 liet Lazarenko voor het eerst in lange tijd weer eens van zich horen door vanaf de voorrondes door te dringen tot de derde ronde van het toernooi.

## Resultaten op Wereldkampioenschappen

### BDO
- 1978: Laatste 32 (verloren van Hillyard Rossiter met 0-5)
- 1979: Laatste 32 (verloren van Terry O'Dea met 0-2)
- 1980: Halve finale (verloren van Bobby George met 1-4)
- 1981: Halve finale (verloren van Eric Bristow met 1-4)
- 1982: Laatste 16 (verloren van Nicky Virachkul met 0-2)
- 1983: Kwartfinale (verloren van Jocky Wilson met 2-4)
- 1984: Laatste 32 (verloren van Ceri Morgan met 1-2)
- 1985: Halve finale (verloren van John Lowe met 3-5)
- 1986: Laatste 32 (verloren van Dave Lee met 2-3)
- 1987: Kwartfinale (verloren van John Lowe met 0-4)
- 1988: Laatste 16 (verloren van Paul Reynolds met 2-3)
- 1989: Laatste 32 (verloren van Wayne Weening met 1-3)
- 1990: Halve finale (verloren van Phil Taylor met 0-5)
- 1991: Laatste 16 (verloren van Dave Whitcombe met 1-3)

### WDF
- 1981: Laatste 32 (verloren van Barry Templeton met 1-4)
- 1985: Laatste 16 (verloren van Tony Payne met 1-4)
- 1987: Laatste 64 (verloren van Trevor Nurse)
- 1991: Runner-up (verloren van Leighton Rees met 3-4)

### PDC
- 1994: Laatste 24 (groepsfase)
- 1995: Laatste 24 (groepsfase)
- 1996: Laatste 24 (groepsfase)
- 1997: Laatste 24 (groepsfase)
- 1999: Kwartfinale (verloren van Shayne Burgess met 1-4)
- 2000: Laatste 32 (verloren van Dennis Smith met 1-3)
- 2001: Laatste 16 (verloren van Roland Scholten met 0-3)
- 2002: Laatste 32 (verloren van Roland Scholten met 1-4)
- 2003: Laatste 32 (verloren van John Part met 1-4)
- 2004: Laatste 48 (verloren van Steve Maish met 2-3)

## Resultaten op de World Matchplay
- 1994: Laatste 32 (verloren van Jerry Umberger met 4-8)
- 1995: Halve finale (verloren van Dennis Priestley met 10-13)
- 1996: Laatste 16 (verloren van Sean Downs met 6-8)
- 1997: Laatste 32 (verloren van Rod Harrington met 2-8)
- 1998: Laatste 32 (verloren van Bob Anderson met 2-8)
- 1999: Laatste 32 (verloren van Steve Raw met 6-10)
- 2001: Kwartfinale (verloren van Steve Beaton met 7-16)
- 2002: Laatste 16 (verloren van John Part met 9-13)
- 2003: Laatste 32 (verloren van Richie Burnett met 3-10)